# Lycée Eugène-Woillez
 (mai 2016).
Pour les articles homonymes, voir Woillez.
Lycée Woillez redirige ici.
Le lycée Eugène Woillez est un établissement français d’enseignement secondaire situé à Montreuil (Pas-de-Calais). Le lycée est polyvalent et présente plusieurs enseignements : général, technologique et professionnel. 
Il est installé sur l'emplacement d'une ancienne abbaye et d'une ancienne école militaire préparatoire. Créé en 1958, le lycée prend le nom du médecin Eugène Woillez en 1969. Il compte aujourd'hui environ 1 350 élèves. À l'intérieur du lycée se trouve un monument dédié aux anciens élèves de l'École Primaire Supérieure (EPS) et aux élèves du collège morts pour la France durant la Première Guerre mondiale.

## Histoire

### Abbaye
Le lycée Eugène-Woillez se situe actuellement sur l'emplacement de l’abbaye Sainte-Austreberthe, rue Porte-Becquerelle à Montreuil.
Jusqu'en 1792, l’abbaye a occupé la surface comprise entre la porte Becquerelle, la rue Sainte-Austreberthe et les remparts. Les invasions normandes ont contraint les bénédictines de Pavilly à quitter leur Normandie vers 880 et à chercher refuge d'abord à Marconne puis à Montreuil. Le Comte de la ville Helgaud les accueille et leur propose une abbaye à Montreuil en 1030. Leur fondatrice et patronne, sainte Austreberthe (une sainte mérovingienne) née vers 630  dans le pays d'Hesdin et morte le 10 février 703 à Pavilly, aurait été la fille d'un comte d'Hesdin et de sainte Framehilde de Marconne. Depuis cette date, Austreberthe est honorée en Normandie et dans l’arrondissement de Montreuil.
Les religieuses Bénédictines de l'abbaye Sainte-Austreberthe possèdent un pensionnat de filles à l'intérieur de leur monastère. Elles y reçoivent bon nombre de jeunes filles de la noblesse britannique mais aussi des Irlandaises.
Grâce à une bonne gestion cette abbaye devient riche et puissante. L'abbaye connaît une succession d'incendies dévastateurs notamment en 1537 et en 1773 où elle est entièrement reconstruite. Mais le 31 mars 1804, un nouvel incendie laisse une chapelle sans toit.
En 1818, quelques religieuses demandent si elles peuvent se réinstaller dans leur ancien couvent mais le conseil municipal refuse, préférant garder un lieu pour ouvrir l'enseignement secondaire.

### Collège privé
En 1828, le collège privé est définitivement mis en service. La ville et M. Decroix, curé d'Embry se mettent d'accord pour ouvrir un pensionnat en plus du collège, les locaux et les meubles sont fournis par la ville. Dans les premières années le collège est dirigé par l’abbé Delwaulle.
En 1841, on compte six professeurs, six domestiques et la cousine de l’abbé Delwaulle.
La scolarité y est partagée en huit années : de la huitième à la Seconde puis la Première ou « Rhétorique ». Parallèlement, les classes de Français reçoivent « les enfants sortant de l'école maternelle » et comprennent quatre cours. Le latin, qui  occupe une place dominante, est enseigné de la 8e à la Rhétorique. Mais en 1878 il n’y a  pas d’enseignement des sciences car il n’y a toujours pas de professeur spécialisé dans cette matière. Dans l’ensemble, l’enseignement reste malgré tout très varié.
De 1825 à 1877, le collège connaît énormément de travaux. Malgré ces interventions, les conditions de vie restent médiocres dans ces bâtiments mal adaptés et trop étroits. Les élèves y sont mal installés, n’ont pas la place nécessaire pour écrire et manquent d’air et de lumière.
En 1873, l'abbé Macquet, le successeur de l’abbé Delwaulle, prend en charge la direction de l'établissement.
Ce collège reste un collège très engagé, il participe aux grands moments de la vie montreuilloise, comme le 16 avril 1848 lors de la bénédiction de l’arbre de la liberté, à laquelle « Tous les élèves maîtres en tête » participent aux chants (la marseillaise, le chant du départ, le chant des Girondins, le banquet de la liberté et l’hymne à Pie IX).

### L'École Militaire Préparatoire
Avant 1885 , les Écoles Militaires peuvent accueillir des fils de militaires de différents grades , qu'on appelle Les Enfants de Troupe.
En 1812-1813 ,une partie des anciens bâtiments du couvent de Sainte-Austreberthe  abrite des Enfants de Troupe rassemblés en une unité d'élite : un Bataillon de Pupilles de la Garde Impériale qui partage les locaux avec les services d'un hôpital militaire d'environ 200 lits.
La réglementation des Écoles Militaires Préparatoires  provoque de nombreuses décisions dont la première, le 19 juillet 1884 , entraîne la création de 5 écoles militaires en France dont une à Montreuil (École consacrée à l'Infanterie)
La caserne Sainte-Austreberthe doit alors loger un effectif de 500 élèves encadrés par 80 officiers , sous-officiers et soldats. Les travaux débutent en 1885 , les bâtiments sont aménagés, transformés et agrandis. Dans le CDI actuel  se trouvait une salle d'escrime .
En 1886 , 186 pensionnaires sont formés au métier de soldat , ils sont encadrés par des militaires et des civils. En 1913 ,l'EMP[Quoi ?] accueille 450 élèves dans les anciens locaux de l'Abbaye, appelés Caserne Duval.

### L'EMP pendant laPremière Guerre mondiale

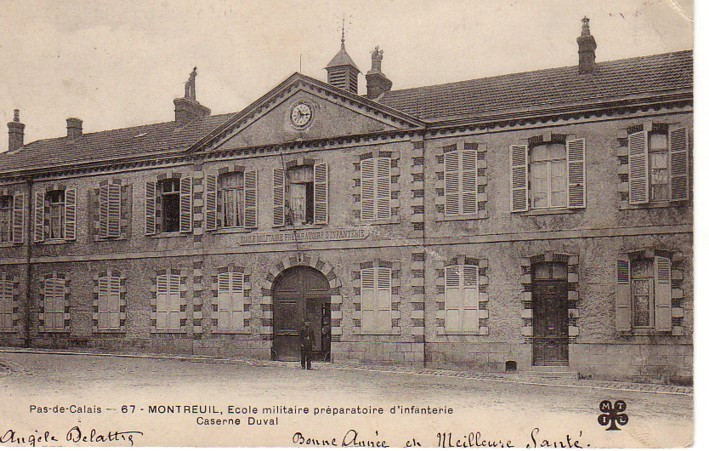
Caserne Duval

L’École Militaire Préparatoire de Montreuil ayant quitté les locaux de la caserne Duval au cours de l'été 1914 (elle rejoint l’école des Andelys en Normandie ), un hôpital anglais est installé dans ceux-ci. Le 13 décembre 1914 on révèle à la population qu’il s’agit d’un « hôpital affecté aux blessés de l'armée des Indes », il existe jusqu’au 13 mars 1916. Il est dirigé par le colonel anglais Bamfield. 
Le GHQ (General Head Quarters) ou GQG (Grand Quartier Général) britannique occupe alors les locaux. En effet, Montreuil est une position géographique stratégique puisqu’elle permet de relier Paris et Londres en 1 jour. C'est dans le Grand Quartier Général dirigé par Douglas Haig que se prennent toutes les décisions concernant le déploiement des troupes britanniques.
À la fin de la guerre, les élèves réintègrent l'école jusqu'en 1924 où elle est transférée à Tulle[réf. nécessaire].

### De l’école primaire supérieure au lycée
Le 14 août 1900, le maire, M. Dubourg, reçoit une lettre de l'inspecteur académique lui indiquant de créer une école primaire supérieure (EPS) avec pensionnat pour les élèves s'orientant dans l’enseignement agricole.
Une école primaire supérieure de garçons est alors mise en service à Montreuil à partir du 1er octobre 1900 par le ministre de l'Instruction Publique et des Beaux-Arts. Le personnel n'est alors composé que d'un directeur et de 3 professeurs. La discipline est sévère et formelle : les élèves ont une tenue universelle (cols et cravates, chaussures cirées). Des sanctions sont donc mises en place en fonction de la gravité des erreurs pour punir les mauvais élèves ne respectant pas les règles (des mauvais points, des punitions, blâmes..).
Pendant une certaine période des maladies apparaissent à cause des mauvaises conditions d'hygiène à l'EPS tels que des cas d'oreillons, de grippes, de rougeoles, d'angines et d'autres maladies contagieuses. L'EPS trouve alors des solutions et met en œuvre divers moyens pour lutter contre ces épidémies (éponges mouillées pour nettoyer le tableau, ouvertures des fenêtres pour aérer et évacuer les bactéries).
En 1916, deux ans après le début de la Grande Guerre, le nombre d'élèves diminue. Ceux-ci participent en effet à l'effort de guerre pour fournir de la main-d’œuvre aux familles d'agriculteurs en ramassant ou en cultivant des plantes médicinales. Sur les 290 élèves fréquentant l'école de 1900 à 1907, 66 sont tués (1/4 des élèves et 2/3  des professeurs morts au front).
Le massacre continue en 1913-1914, il ne reste que 55 des 92 élèves mais l'effectif remonte à 149 à la rentrée de 1918.
Durant la Seconde Guerre mondiale, les deux salles du rez-de-chaussée sont réquisitionnées pour installer une pharmacie adjointe à l’hôpital militaire dans l’orphelinat.
En 1942, l'armée allemande évacue enfin les bâtiments et l'EPS devient un collège moderne.  Ce changement a pour but de supprimer les établissements animés d’un mauvais esprit et ainsi de consolider le secondaire. Grâce à cette transformation le nombre d'enfants d'ouvriers quadruple en 6e pour passer à 32%. Il y a successivement la création des classes de secondes (en octobre 1948), de premières puis de sciences expérimentales en 1951. En 1958, l'établissement devient officiellement un lycée « classique et moderne » qui prend par la suite le nom de Eugène Woillez.
À partir de 1950, les conditions d'hébergements au lycée deviennent inquiétantes, l'état des locaux et escaliers très vétustes présentent différents soucis. Ces problèmes pourraient créer de graves accidents dans les années futures, c'est pour cela que le lycée est rénové et réaménagé par la suite.

### La restructuration du lycée

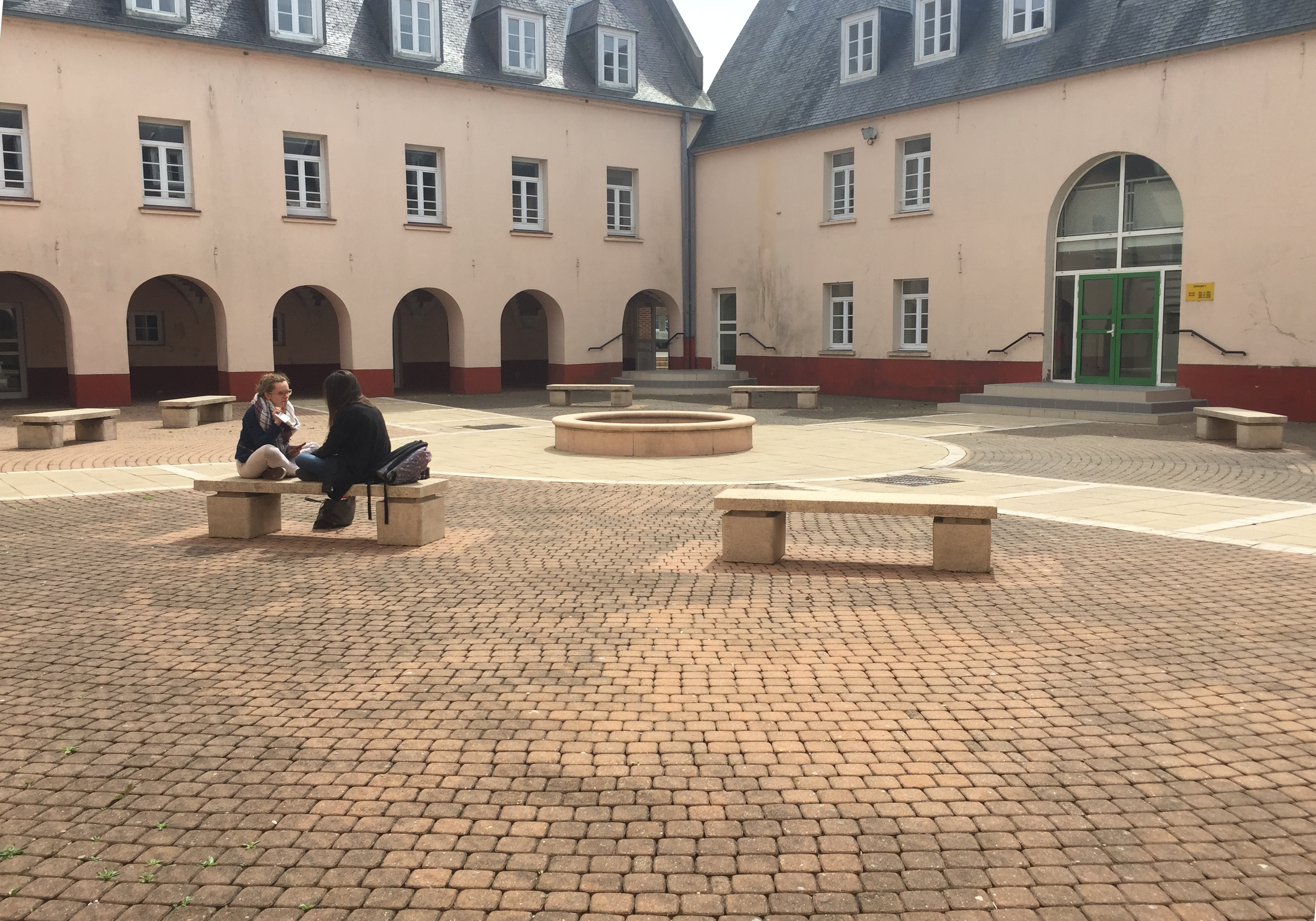
Cloître du lycée

À la rentrée 1974, le départ du premier cycle dans les bâtiments du nouveau collège a brutalement vidé les deux-tiers de ses effectifs. Alors que le lycée est en difficulté, le nouveau lycée de Berck lui complique la tâche.
Les Montreuillois veulent également avoir leur lycée polyvalent ce pourquoi ils lancent une pétition qui recueille 880 signatures.
En 1977, l’établissement poursuit sous le signe d’une grande continuité mais perd 4 postes de surveillant d’un coup.
En 1979, l’établissement apparaît comme un petit lycée et frôle un déclassement.
Dans le milieu des années 1980, le lycée connaît une forte croissance des effectifs : en 5 ans , les arrivées d’élèves de seconde augmente de 75% mais les formations offertes évoluent lentement, le lycée reste donc « classique et moderne » jusqu’en 1989 où le lycée offre une série technologique tertiaire.
En 1987, Noël Josèphe, président de la région Nord-Pas-de-Calais, autorise la reconstruction du lycée qui commence en 1988 par le conseil général du Pas-de-Calais sous l’égide de l’architecte montreuillois Jean-François Leblanc qui a réussi à faire de ce bâtiment classé monument historique un lycée où se mélangent l'aspect ancien et les éléments modernes.
En 1990, l’internat et les logements de fonction sont érigés.
L’ensemble est terminé au printemps 1992, bien que le lycée soit reconstruit, son cadre architectural est des plus séduisants. La reconstruction du lycée en ville et le respect de son cadre ont conduit à un résultat assez éclatant et la transformation du lycée donne à l’ensemble un aspect très lycée classique.

## Architecture

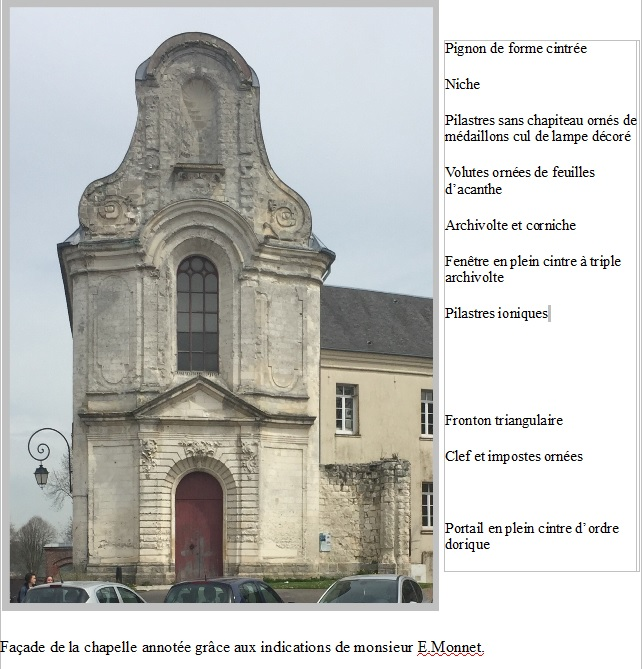
Chapelle du lycée avec les notions d'architecture.

En 1030, l’abbaye est transférée à Montreuil à l’emplacement du lycée actuel et des religieuses s’y sont installées. Elle connaît plusieurs pillages et incendies qui ont donc mené à des reconstructions.
On retiendra l’incendie de la nuit du 21 au 22 octobre 1733 qui provoque l’effondrement complet des bâtiments. L’abbaye est reconstruite de 1756 à 1761 par les frères Lemercier, architecte montreuillois. La chapelle aujourd’hui est adossée au lycée Woillez.
On dit souvent que la chapelle est de style jésuite alors qu’en réalité elle est de style Renaissance.

## Le lycée aujourd'hui
La particularité du lycée d'aujourd'hui est qu'il est construit sur cinq étages avec un gymnase au sous-sol. Il a gardé certaines particularités de son histoire (cloître, chapelle...). Il y a un choc entre modernité et ancienneté au sein de ce lycée.

### Les nouvelles infrastructures
Les infrastructures les plus récentes sont le CDR (Centre De Ressources, salle informatique en libre accès) et la cafétéria (salle de détente avec baby foot, bar, fauteuils...) tandis que le restaurant scolaire, le CDI et le gymnase datent tous de 1991-1992. 

### La maison des lycéens
La maison des lycéens (MDL) du lycée Eugène-Woillez a été mise en place en juin 2011 à la suite d'une loi obligeant les établissements scolaires à transformer les foyers sociaux éducatifs en maisons des lycéens .
La MDL sert essentiellement à financer une partie des projets de sorties scolaires comme les voyages, les sorties pédagogiques (cinéma, théâtres).
Elle sert aussi à améliorer la condition de vie des lycéens grâce aux aménagements de la cafétéria (achats du baby foot, des fauteuils, de la télé...) et de l’internat.
Elle contribue aussi à l’achat de revues pour le CDI.
La MDL est subventionnée par l’achat de photos de classes, des ventes de viennoiseries et grâce aux projets mis en place par la filière professionnelle.
La MDL est dirigée par des élèves encadrés par des adultes (un élève président et un élève trésorier, chacun encadré par deux adultes gérants). Il y a environ 550 élèves membres.

### Le label E3D
Le label E3D (École en Démarche globale de Développement Durable) a été lancé par le ministère de l’Éducation nationale (EN) le 29 août 2013. C'est un label attribué à des établissements scolaires qui mettent en valeur des projets d'éducation au développement durable déjà existant dans le cadre d'une vraie politique d’établissement .
L'objectif de ce label est de développer les partenariats, notamment avec les acteurs territoriaux.
Mais il permet aussi d'associer toutes les parties prenantes de l'école ou de l’établissement et les partenaires engagés dans la démarche .
Le lycée Eugène-Woillez a été labellisé en 2013  grâce aux élèves du LPO (lycée polyvalent), au personnel de direction, à l’intendance, aux professeurs, aux documentalistes mais aussi grâce aux CPE (conseillers principaux d’éducation), aux personnels ATOSS (Personnels Administratifs, Techniciens, Ouvriers, de Service et de Santé) et aux AE (Assistants d'Éducation). Les instances CESC (Comité d'Éducation à la Santé et à la Citoyenneté) et CVL (conseil des délégués pour la vie lycéenne) ont participé à l'écolabélisation du lycée.

### Les projets autour du développement durable
Chaque année le lycée organise différents projets en rapport avec le développement  durable.  
Il y a eu, au cours de l'année 2015-2016, un projet pluridisciplinaire dont le but était de faire découvrir de nouvelles manières de manger aux élèves de seconde. 
Ce projet a rassemblé quatre classes de secondes et était composé de trois temps forts : 
- Visite d’une ferme biologique locale. Les élèves ont pu nourrir et traire des chèvres ainsi que préparer des pains au chocolat bio qu'ils ont dégustés. Cela leur a permis de comparer la différence entre les pains au chocolat industrielles et naturelles.

- Un atelier crêpe. Les élèves de 2nd1 ont préparé des crêpes grâce à des ingrédients d'origines biologiques et locales.

- Un petit déjeuner équilibré pour toutes les classes de seconde. Le petit déjeuner était composé d'aliments sains, bio et locaux. Ceci leur a permis de découvrir comment bien consommer.

Une autre action a eu lieu lors de cette année scolaire à savoir la Course Contre la Faim. Elle a été mise en place il y a dix ans[Quand ?] au lycée. Tous les élèves sont allés courir ou marcher dans le but de récolter de l’argent pour une ONG (organisation non gouvernementale) qui soutient cette année les habitants d’Haïti. Le lycée est partenaire avec ACF (Action contre la faim). En 2015 les élèves ont récolté : 8 426 €.  
Le projet suivant consiste à la récupération de bouchons avec l’objectif d’aider le financement de l’opération de la petite Perrine qui ne pouvait pas marcher. Ce projet se déroule sur toute l’année .
Une opération importante menée au cours de l’année fut le Troc'Livres, qui s’est déroulé du 23 novembre au 27 novembre. Le but était de récupérer des livres, des revues et des DVD auprès des élèves et des adultes travaillant au lycée pour les troquer dans la Chapelle pendant la Semaine Européenne de Réduction des Déchets, ce qui permet de réduire les déchets. Cette opération labellisée par l'Ademe existe depuis 6 ans au lycée et se fait en collaboration avec le GDEAM (Groupement de défense de l'environnement de l'arrondissement de Montreuil).

### Les filières d'enseignement

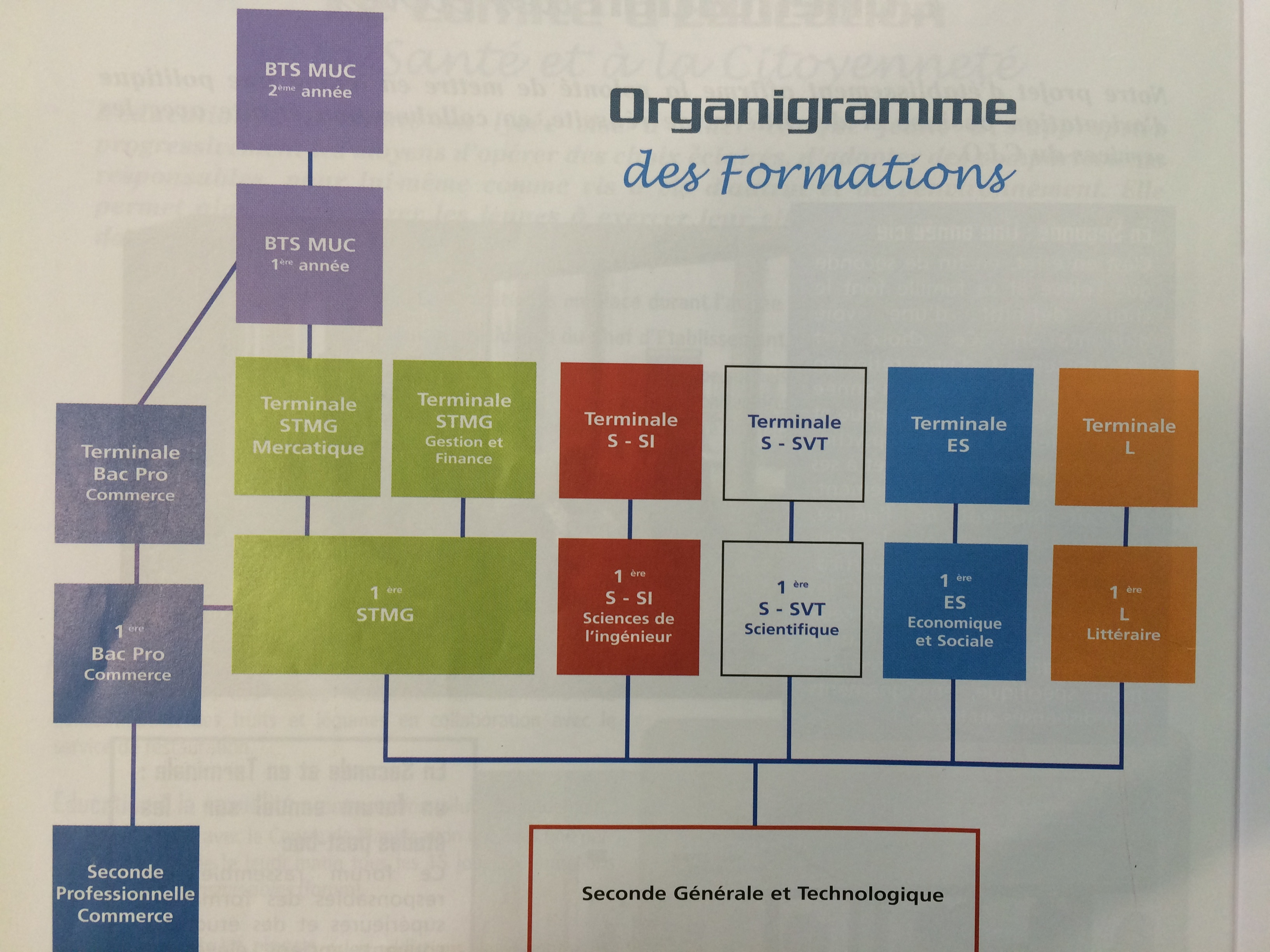
Organigramme

Le lycée Eugène Woillez comporte différentes filières d’enseignements. Il commence de la seconde jusqu'à la terminale puis BTS pour les élèves qui le souhaitent. 
Les élèves de seconde doivent choisir deux enseignements d'exploration : un parmi les enseignements d'exploration principaux : Sciences Économiques et Sociales (SES) ou Principes Fondamentaux de l'Économie et de la Gestion (PFEG), et un parmi ces autres enseignements d'exploration proposés au lycée : Sciences Économiques et Sociales (s'il n'a pas été choisi en 1er), Principes Fondamentaux de l'Économie et de la Gestion (s'il n'a pas été choisi en ), Littérature et Société, Sciences de Laboratoire, Méthodes et Pratiques Scientifiques, Sciences de l'Ingénieur, Création et Innovation Technologiques.
Voici un rapport détaillé du nombre de chaque classe : 
- 11 Secondes, 2 Secondes professionnelles
- 1 première Littéraire, 2 Premières Économiques et Sociales, 5 Premières Scientifiques, 2 Premières Sciences et Technologies du Management et de la Gestion, 2 Premières professionnelles
- 1 Terminale Littéraire, 2 Terminales Économiques et Sociales, 5 Terminales Scientifiques, 2 Terminales Sciences et Technologies du Management et de la Gestion, 2 Terminales professionnelles.